# Fortitude (serie de televisión)
Fortitude es una serie dramática británica, estrenada el 29 de enero de 2015 por medio de la cadena Sky Atlantic.
La serie ha contado con la participación invitada de Lorcan Cranitch, Gudmundur Thorvaldsson, Stephan Genovese y Lasco Atkins, entre otros.[cita requerida]
El 9 de abril del 2015, se anunció que la serie se había renovado para una segunda temporada, conformada por 10 episodios, la cual se estrenó el 26 de enero del 2017. La tercera y última temporada consta de 4 episodios.

## Historia
La comunidad de Fortitude es un pueblo tranquilo rodeado por la belleza salvaje del Ártico hasta que hallan a un miembro prominente de la comunidad asesinado en su propia casa; cuando el jefe de la policía local, el sherif Dan Anderssen, tiene su primer asesinato en la comunidad, el detective inspector Eugene Morton viaja a la comunidad para ayudarlo con la investigación del asesinato.
Mientras tanto, el profesor Charlie Stoddart es un científico británico que encabeza el departamento de biología del Ártico en el Centro de Investigación Fortaleza Ártico y, junto con él, trabajan los científicos Natalie Yelburton y Vincent Rattrey.

## Personajes

### Personajes principales[5]
| Actor                   | Personaje         | Ocupación   | N.º de episodios | Duración        |
| ----------------------- | ----------------- | ----------- | ---------------- | --------------- |
| Richard Dormer          | Dan Anderssen     | Sheriff     | 12               | 2015 - presente |
| Sofie Gråbøl            | Hildur Odegard    | Gobernadora | 12               | 2015 - presente |
| Sienna Guillory         | Natalie Yelburton | Científica  | 11               | 2015 - presente |
| Luke Treadaway          | Vincent Rattrey   | Científico  | 11               | 2015 - presente |
| Björn Hlynur Haraldsson | Eric Odegard      | Oficial     | 12               | 2015 - presente |
| Mia Jexen               | Ingrid Witry      | Oficial     | 11               | 2015 - presente |
| Alexandra Moen          | Petra Bergen      | Oficial     | 10               | 2015 - presente |
| Ken Stott               | Erling Munk       | -           | 1                | 2017 - presente |
| Dennis Quaid            | Michael Lennox    | Pescador    | 1                | 2017 - presente |
| Michelle Fairley        | Freya Lennox      | -           | 1                | 2017 - presente |
| Parminder Nagra         | Sarinda Khatri    | Doctora     | 1                | 2017 - presente |
| Robert Sheehan          | Vladek Klimov     | -           | 1                | 2017 - presente |

### Personajes recurrentes
| Actor           | Personaje      | Ocupación | N.º de episodios | Duración        |
| --------------- | -------------- | --------- | ---------------- | --------------- |
| Ramon Tikaram   | Tavrani        | -         | 6                | 2015 - presente |
| Edvin Endre     | Rune Lennox    | -         | 1                | 2017 - presente |
| Joi Johannsson  | Axel Fersen    | -         | 1                | 2017 - presente |
| Rune Temte      | Lars Ulvenaune | -         | 1                | 2017 - presente |
| Steve Toussaint | -              | -         | 1                | 2017 - presente |

### Antiguos personajes principales
| Actor                 | Personaje            | Ocupación                            | Episodios | Duración | Estado | Causa                                                   |
| --------------------- | -------------------- | ------------------------------------ | --------- | -------- | ------ | ------------------------------------------------------- |
| Nicholas Pinnock      | Frank Sutter         | Piloto / exmilitar                   | 11        | 2015     | -      | -                                                       |
| Jessica Raine         | Julia "Jules" Sutter | -                                    | 10        | 2015     | -      | -                                                       |
| Michael Gambon        | Henry Tyson          | Fotógrafo                            | 10        | 2015     | Muerto | se suicidó por culpa debido a sus crímenes              |
| Stanley Tucci         | Eugene Morton        | Detective Inspector/exagente del FBI | 9         | 2015     | Muerto | murió luego que Henry le disparara tras confrontarlo    |
| Christopher Eccleston | Charlie Stoddart     | Científico / Profesor                | 2         | 2015     | Muerto | murió al ser infectado por el parásito "Ichneumon Wasp" |

### Antiguos personajes recurrentes
| Actor                     | Personaje          | Ocupación | Episodios | Duración | Estado | Causa                                                                       |
| ------------------------- | ------------------ | --------- | --------- | -------- | ------ | --------------------------------------------------------------------------- |
| Elizabeth Dormer-Phillips | Carrie Morgan      | -         | 11        | 2015     | -      | -                                                                           |
| Verónica Echegui          | Elena Ledesma      | Mesera    | 11        | 2015     | Muerta | muere a manos de Dan Anderssen                                              |
| Darren Boyd               | Markus Huseklepp   | -         | 9         | 2015     | -      | -                                                                           |
| Darwin Brokenbro          | Liam Sutter        | -         | 9         | 2015     | -      | -                                                                           |
| Jessica Gunning           | Shirley Allerdyce  | -         | 9         | 2015     | Muerta | murió infectada por el parásito "Ichneumon Wasp"                            |
| Johnny Harris             | Ronnie Morgan      | -         | 9         | 2015     | Muerto | murió luego de ser infectado por el parásito "Ichneumon Wasp"               |
| Aaron McCusker            | Jason Donnelly     | -         | 8         | 2015     | -      | -                                                                           |
| Phoebe Nicholls           | Margaret Allerdyce | Doctora   | 8         | 2015     | Muerta | fue atacada e infectada por su hija con el parásito "Ichneumon Wasp"        |
| Emil Hostina              | Yuri Lubimov       | -         | 5         | 2015     | -      | -                                                                           |
| Michael Obiora            | Max Cordero        | -         | 5         | 2015     | -      | -                                                                           |
| Chipo Chung               | Trish Stoddart     | -         | 5         | 2015     | -      | -                                                                           |
| Jonjo O'Neill             | Ciaran Donnelly    | -         | 5         | 2015     | -      | -                                                                           |
| Leanne Best               | Celia Donnelly     | -         | 4         | 2015     | -      | -                                                                           |
| Tam Dean Burn             | Billy Pettigrew    | Geólogo   | 3         | 2015     | Muerto | fue atacado por un oso polar, luego Henry Tyson le disparó al ver el ataque |

## Episodios
La serie consta de tres temporadas. La primera temporada está conformada por 12 episodios, la segunda por 10 y la última por 4.[cita requerida]

## Premios y nominaciones
| Año  | Categoría      | Premio    | Serie     | Resultado |
| ---- | -------------- | --------- | --------- | --------- |
| 2016 | Best New Drama | NTA Award | Fortitude | Nominado  |

## Producción
La serie fue creada y dirigida por Simon Donald y dirigida por Sam Miller.
La serie fue comisionada por Sky Atlantic en el 2013, y se estrenó el 29 de enero de 2015 tanto en el Reino Unido como en los Estados Unidos. Está ambientada en Svalbard, en el círculo polar ártico; se filmó en Islandia y en el Reino Unido.

### Emisión en otros países
| País      | Cadenas         | Fecha de Inicio       | Fecha de Finalización |
| --------- | --------------- | --------------------- | --------------------- |
| Australia | ABC             | 15 de febrero de 2015 | -                     |
| Islandia  | RÚV             | 30 de enero de 2015   | -                     |
| Italia    | Sky Atlantic    | 30 de enero de 2015   | -                     |
| Noruega   | NRK1            | 1 de febrero de 2015  | -                     |
| Polonia   | Ale Kino+       | 8 de marzo de 2015    | -                     |
| España    | Movistar Series | 26 de junio de 2015   | -                     |